# Hermann Helms (Reeder, 1898)
Hermann Christian Helms (* 20. September 1898 in Bremen; † 23. Februar 1983 in München) war ein deutscher Unternehmer und Vorstandsvorsitzender der Deutsche Dampfschifffahrts-Gesellschaft „Hansa“. 

## Biografie
Helms war der Sohn des Reeders Hermann Helms. Er machte eine kaufmännische Lehre im Tabakshandel. Eine längere Tätigkeit im Ausland folgte. 

### Hansa-Reederei

Hansaflagge

1922 übernahm er eine leitende Aufgabe bei der Deutschen Dampfschiffahrtsgesellschaft „Hansa“ (DDG „Hansa“) seines Vaters. In den 1920er Jahren war er immer wieder der Motor des Unternehmens. 1929 wurde er Mitglied im Vorstand der Hansa und 1940 Vorstandsvorsitzender. Nach der Weltwirtschaftskrise von 1928/30, in der einige Schiffe aufgelegt werden mussten, stieg die Hansa zur weltgrößten Schwergutreederei auf. 1939 fuhren 53 Schiffe unter der Hansaflagge.
Nach dem Zweiten Weltkrieg und dem Verlust aller Schiffe führte er die Reederei bis 1969. Mit zwei größeren Schiffen begann 1950 die Hansa mit der Trampfahrt. 1951 wurden auch wieder erste Liniendienste aufgenommen. 1956 besaß die Flotte der Hansa wieder 44 Schiffe und in den 1960er Jahren schließlich 56 Schiffe. Nachfolger wurde sein gleichnamiger Sohn Hermann Helms und er wechselte danach in den Aufsichtsrat. Schließlich musste er aber auch den Konkurs der Hansa im Jahre 1980 miterleben.

### Weitere Mitgliedschaften
Helms soll (?) Präses der Handelskammer Bremen gewesen sein. Von 1943 bis 1980 war er Vorsitzer der Deutschen Gesellschaft zur Rettung Schiffbrüchiger (DGzRS), außerdem als Vorsitzer des Bremer Kunstvereins und im Bremer Reitsport aktiv.

## Ehrungen
- 1968 war er Erster Schaffer der Schaffermahlzeit in Bremen.
- 1969 wurde die Hermann-Helms-Straße in Bremen-Obervieland nach ihm und seinem Vater benannt.
- 1985 wurde der Seenotrettungskreuzer Hermann Helms auf seinen Namen getauft.